# Villa Giulia (Napoli)
Villa Giulia (o De Gregorio di Sant'Elia o San Nicandro ) è una delle ville storiche di Napoli; è locata nel quartiere di Barra e fa parte delle ville vesuviane del Miglio d'oro.

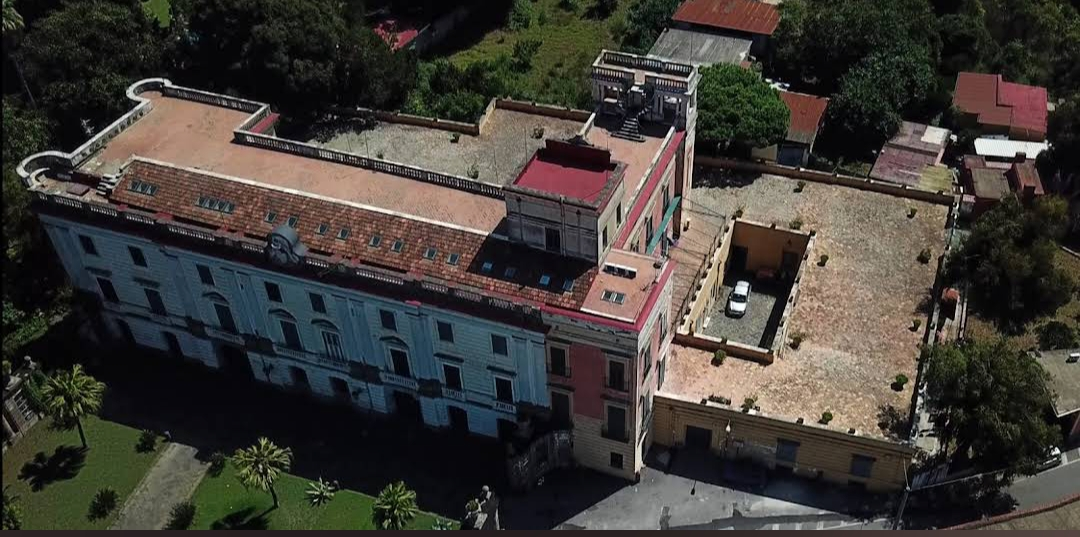
Villa Giulia vista dall'alto (conosciuta anche come San Nicandro)

## Storia
L'antica struttura, una delle più belle della zona, è ricordata già nella famosa Mappa del Duca di Noja (XVIII secolo).

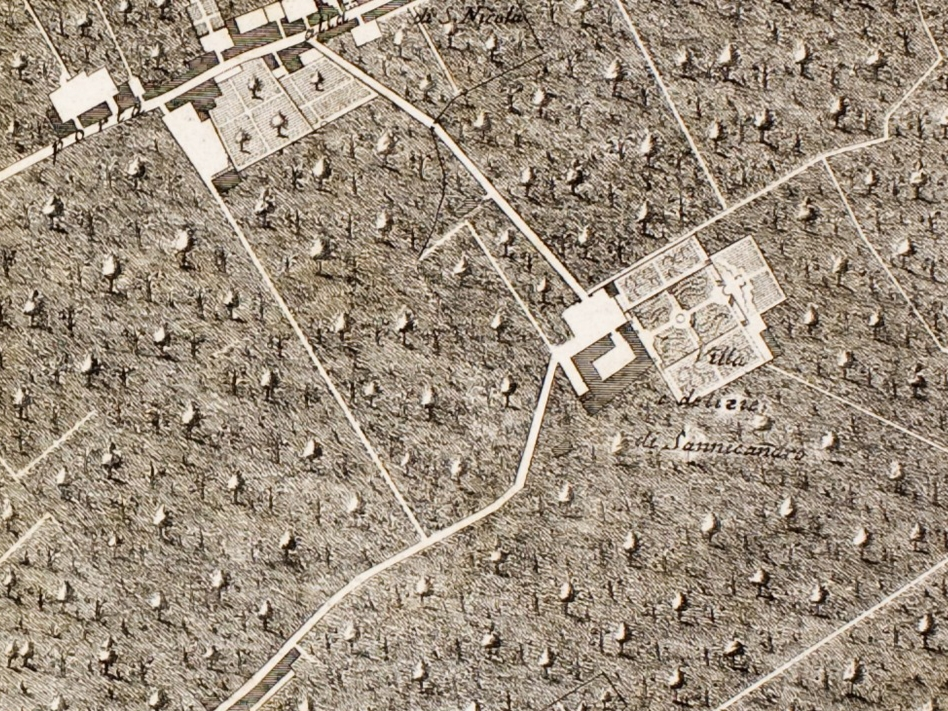
Villa di San Nicandro sulla mappa del duca di Noja (a destra)

La struttura, a quel tempo, denominata "villa e delizia di San Nicandro", era composta dal solo cortile di fabbrica, orfana del vasto emiciclo aggiunto in seguito.

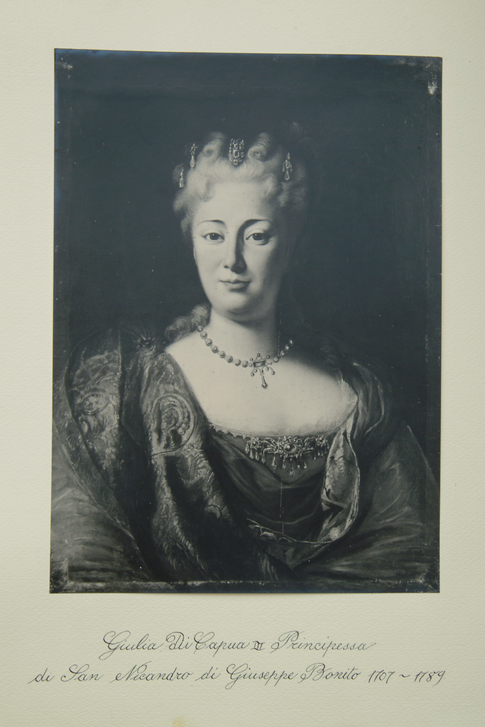
Giulia di Capua, principessa di San Nicandro.

Rilevanti fonti dicono che nella forma attuale sia stata progettata dal celebre architetto Luigi Vanvitelli.
I lavori del cantiere furono seguiti da Francesco Collecini, Pietro e Carlo Vanvitelli, che nel giugno 1760 presero le misure della piazza irregolare e della facciata e riportarono la pianta su una tavoletta pretoriana.
In altre missive al fratello Urbano, Vanvitelli raccontò dell'episodio di tonsillite che colpì Carlo e il 14 febbraio 1761 Pietro e Marcello Fonton compirono un sopralluogo che sarà ripetuto tre giorni dopo; Vanvitelli fu accompagnato da Pietro al cantiere per piantare la facciata.
Il Vanvitelli in queste ultime fasi, secondo le lettere spedite al fratello, intervenne più volte al cantiere per inesperienza dei figli, allora poco più che ventenni ed avviati immediatamente alla professione.
Fu fatta modificare da don Domenico Cattaneo Della Volta, III principe di San Nicandro, aio del re di Napoli Ferdinando IV, trasformando un casino di campagna, acquistato dal nonno Domenico, in "villa" per seguire il Re quando la corte si trasferiva nella Reggia di Portici, in occasione della caccia. La villa fu chiamata Giulia in onore della moglie del principe di San Nicandro: Giulia di Capua, principessa di Roccaromana e duchessa di Termoli.
Il principe Domenico negli ultimi anni della sua vita si ritirò nella sua villa di Barra, oramai ristrutturata, dove morì nel 1782 e nel 1785 la sua salma fu traslata nella chiesa di S. Maria della Stella attigua al palazzo del Principe di San Nicandro.
La villa fu ampliata dall'architetto Nicola Breglia nel 1886 e trasformata secondo il gusto dell'epoca, per volere della duchessa Giulia Cattaneo Pignatelli, dama di corte di casa Savoia, moglie di Diego Pignatelli Aragona Cortes, duca di Monteleone. Da Donna Giulia Cattaneo Pignatelli la Villa fu lasciata a Diego de Gregorio di Sant'Elia, che aggiunse il cognome Cattaneo per volontà testamentaria, ed è tutt'oggi di proprietà dei discendenti de Gregorio Cattaneo principi di Sant'Elia.
Da menzionare soprattutto l'appartamento storico, arredato e decorato in stile eclettico da Ignazio Perricci e Salvatore Cepparulo, ed il vasto giardino che mostra ancora le specie dell'antico parco, con le camelie e varie statue allegoriche.
La Villa è stata usata come set cinematografico per alcune scene del film The Equalizer 3 - Senza tregua (The Equalizer 3).